# Gangaji

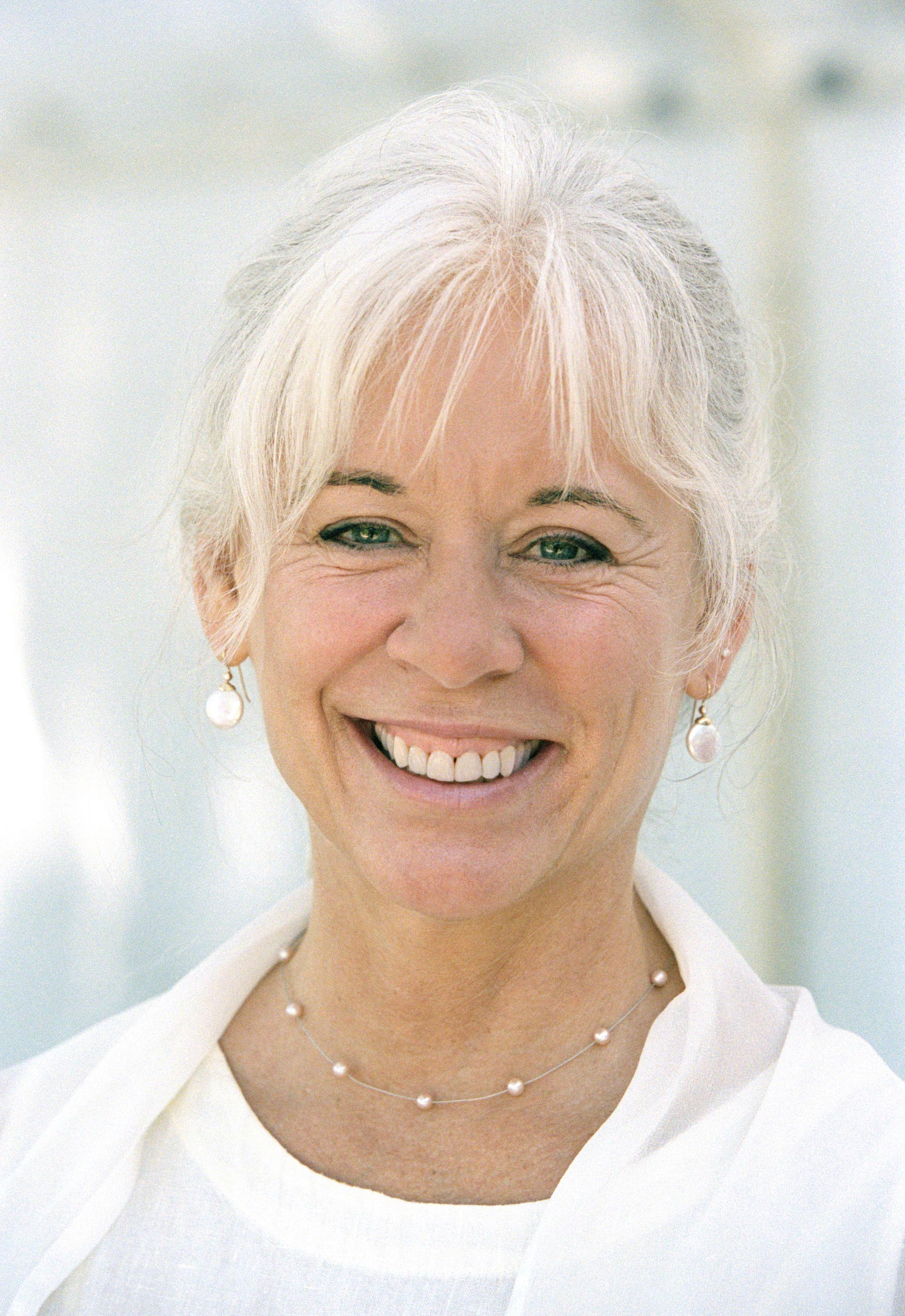
Gangaji (2002)

Gangaji (* 1942 als Antoinette Roberson Varner in Texas) ist eine spirituelle Lehrerin und Buchautorin.

## Entwicklung
1972 zog Gangaji mit der Absicht nach San Francisco, tiefere Ebenen ihres Seins zu erforschen. Sie legte das Bodhisattva-Gelübde ab, praktizierte Zen und Vipassana-Meditation und half bei der Führung eines tibetisch-buddhistischen Meditationszentrums. Von 1981 bis 1987 praktizierte sie als Akupunkteurin und arbeitete in einer Klinik in San Francisco.
1990 traf sie in Indien H. W. L. Poonja und erfuhr nach der Begegnung eigenen Angaben zufolge spirituelle Erleuchtung, woraufhin er sie als Lehrerin in den Westen sandte. Sie gilt seither als eine der bekanntesten westlichen Vertreterinnen seiner Lehre. Von ihr wurden unter anderem Samarpan, OM C. Parkin, Pyar Troll-Rauch, Vivek und Adima inspiriert.
Gangaji ist mit Eli Jaxon-Bear verheiratet. Beide kommen unter anderem regelmäßig für Seminare und Retreats nach Deutschland und in die Schweiz.

## Lehre
Wie auch ihr Lehrer H.W.L. Poonja betont Gangaji, dass der Mensch bereits im innersten Wesen frei sei. Um seinen Wesenskern, das Selbst, auch zu erfahren, könne er sich die Frage Wer bin ich? stellen. Dieser Vorgang wird Selbst-Erforschung, Atma Vichara, genannt, und er soll nicht zu einem intellektuellen, sondern einem intuitiven Verständnis des Selbstes führen. Hier folgt Gangaji sowohl ihrem eigenen Lehrer, wie auch dessen Lehrer Ramana Maharshi. Wenn das Selbst dauerhaft verwirklicht ist, wird das Erleuchtung genannt. Das Streben nach Erleuchtung stellt jedoch paradoxerweise selbst ein Hindernis dar, da es die Erleuchtung, das Selbst, zu einem Objekt macht. Dieses ist jedoch immer gegenwärtig, das eigentliche Subjekt, während Erleuchtung ein Konzept des Verstandes ist, das letztlich aufgegeben werden muss. In ihren Satsangs weist Gangaji die Besucher an, Gefühle bewusst zu erleben, um diese dadurch loszulassen, um so das unveränderliche Sein hinter den Gefühlen zu erkennen.

## Publikationen
- Gangaji: Der Diamant in deiner Tasche – Licht und Liebe in sich entdecken, Arkana, München 2006, 256 Seiten, ISBN 978-3-442-33752-1
  - Originaltitel: The Diamond in Your Pocket – Discovering Your True Radiance, Sounds True 2005, 280 Seiten, ISBN 1-59179-272-X
- Gangaji und Roslyn Moore: Ein Leben wie Du. Gangajis Biographie, Kamphausen, Bielefeld 2004, ISBN 3-936718-06-7
  - Originaltitel: Just Like You: An Autobiography, Do Pub Co, 2003, ISBN 0-9646999-2-3
- Gangaji: Freiheit und Entschlossenheit, Lüchow, 2002, ISBN 3-932761-03-0
  - Originaltitel: Freedom & Resolve: The Living Edge of Surrender, Gangaji Foundation, 1999, ISBN 1-887984-01-1
- Gangaji: Du bist Das. Band 2. Satsang mit Gangaji Lüchow, 1998, ISBN 3-925898-85-9
  - Originaltitel: You Are That! Satsang With Gangaji, Volume 2, Gangaji Foundation, 1996, ISBN 1-887984-00-3
- Gangaji: Du bist Das. Band 1 Lüchow, 1997, ISBN 3-925898-72-7
  - Originaltitel: You Are That! Satsang With Gangaji, Volume 1, Gangaji Foundation, 1995, ISBN 0-9632194-3-X